# Răucești
Răucești è un comune della Romania di 8 611 abitanti, ubicato nel distretto di Neamț, nella regione storica della Moldavia. 
Il comune è formato dall'unione di 4 villaggi: Oglinzi, Răucești, Săvești, Ungheni.